# 堂薗幹一郎
堂薗 幹一郎（どうぞの かんいちろう 、1970年12月24日 - ）は、日本の裁判官、法務官僚。東京地方裁判所判事や、法務省民事法制管理官等を経て、法務省大臣官房審議官。

## 人物・経歴
九州大学法学部卒業。1996年裁判官任官。札幌地方裁判所判事補、東京地方裁判所判事補、熊本地方裁判所判事、福岡高等裁判所判事、東京地方裁判所判事を経て、2012年法務省民事局参事官（東京地検検事）、司法試験考査委員、司法試験予備試験考査委員、司法書士試験委員。2015年法務省大臣官房参事官（民事担当、東京高検検事）。2017年から法務省民事局民事法制管理官（東京高検検事）を務め、相続法改正の立案を担当するなどした。2020年法務省大臣官房審議官（民事局担当）。2022年東京地方裁判所部総括判事。

## 著書
- 『新・裁判実務大系 12 民事執行法』（山崎恒, 山田俊雄共編, 共著）青林書院 2001年
- 『概説新破産法』（小川秀樹, 沖野眞巳, 菅谷忠行, 高山崇彦, 中島基至と共著）金融財政事情研究会 2004年
- 『破産法大系 第2巻』（竹下守夫, 藤田耕三編集代表, 共著）青林書院 2015年
- 『一問一答・国際的な子の連れ去りへの制度的対応 : ハーグ条約及び関連法規の解説』（金子修, 中田昌宏, 西岡達史, 福田千恵子, 孫崎馨, 和波宏典と共編著）商事法務 2015年
- 『一問一答・新しい相続法 : 平成30年民法等〈相続法〉改正、遺言書保管法の解説〉』（野口宣大と共編著）商事法務 2019年
- 『概説改正相続法 : 平成30年民法等改正、遺言書保管法制定』（神吉康二と共編著）金融財政事情研究会 2019年
- 『解説民法（相続法）改正のポイント』（大村敦志, 窪田充見, 青竹美佳, 石綿はる美, 中原利明, 幡野弘樹, 羽生香織, 増田勝久, 宮本誠子と共著）有斐閣 2019年
- 『概説 改正相続法 平成30年民法等改正，遺言書保管法制定』（神吉康二と共編著）金融財政事情研究会 2019年